# Línea 386 (Buenos Aires)
La Línea 386 de colectivos es una línea de transporte automotor urbano que sirve en el oeste del Gran Buenos Aires. Realiza el trayecto Estación Morón - Estación Haedo - Estación Ramos Mejía - Hospital Posadas - Avenida Beiró y Avenida General Paz. Es operada por La Nueva Metropol a través de CIA Vecinal Metropolitana.

## Recorrido
De Beiró y Gral. Paz - (3 de Febrero) - R. Gómez - Av. M. T. de Alvear - (Morón) - Av. A. Illia - 3 de Febrero - Macho Vidal - (La Matanza) - 9 de Julio - Estación R. Mejía - Tte. Gral. Ricchieri - Av. Gaona - (Morón) - 3 de Febrero - Gelly y Obes - Perú - Defensa - Fassola - A. Vignes - Malvinas Arg. - C. Tejedor - Estación Haedo - Caseros - Los Andes - 1º Junta - M. Corvalán - Sgto. Cabral - C. Acosta - Padre Vanini - D. Prats - J. Bianco - Bulnes - M. Corvalán - Pres. Derqui - Av. R. Balbín - Azcuénaga - Cabildo - Sarmiento - hasta Estación Morón. 
Regreso por similar recorrido.
- Datos: Q9025922